# Morderstwo Widerszala i Makowieckiego
Morderstwo Widerszala i Makowieckiego – zamachy na Ludwika Widerszala i Jerzego Makowieckiego, członków wydziału Biura Informacji i Propagandy (BIP) Armii Krajowej, dokonane 13 czerwca 1944 przez egzekucyjną „grupę Sudeczki” (wywodzącą się z organizacji Miecz i Pług), którą dowodził Andrzej Popławski ps. „Sudeczko”. Widerszal i Makowiecki pełnili kierownicze role w BIP i byli członkami Stronnictwa Demokratycznego.

## Tło wydarzeń
W okresie Polski Ludowej lansowano, zarówno wśród ówczesnych władz, jak i środowiska poakowskiego, tezę o odpowiedzialności Narodowych Sił Zbrojnych za te zabójstwa. Dopiero w latach 80. obalił ją Andrzej Kunert, jednocześnie uważając, że morderstwa te były konsekwencją kampanii propagandowej, którą prowadziły niektóre środowiska NSZ. Nazwisko Ludwika Widerszala widniało na pierwszym miejscu jednej ze sporządzonych przez kontrwywiad NSZ-ONR (odłam NSZ wywodzący się z przedwojennego Obozu Narodowo-Radykalnego, który w kwietniu 1944 roku wyłamał się ze scalenia NSZ z AK) tzw. list proskrypcyjnych. Zawierały one nazwiska osób podejrzanych o sympatie lewicowe, działalność komunistyczną i/lub żydowskie pochodzenie. Osoby, które znalazły się na listach proskrypcyjnych, w założeniach, miały zostać zabite lub przekazane do Gestapo, gdyby były bliskie przejęcia władzy w Polsce. W dokumencie NSZ-ONR wskazanie Ludwika Widerszala jako osoby do likwidacji uzasadniono następująco: „Żyd, uczeń Handelsmana, historyk, komunista”. Nie przedstawiono jednak, na czym polegać miała jego komunistyczna działalność.
Zdaniem Janusza Marszalca i Rafała Wnuka,  Widerszal i Makowiecki zostali zamordowani w wyniku decyzji skrajnie prawicowej grupy mafijnej, w skład której mieli wchodzić: Witold Bieńkowski (związany ze środowiskami katolickimi oficer kontrwywiadu AK i kierownik Referatu Żydowskiego Delegatury Rządu na Kraj, według Józefa Światły agent NKWD), Władysław Jamontt (powiązany z przedwojennym ONR) i Władysław Niedenthal. Wyroki te były bezprawne, wykonane bez zgody Komendy Głównej AK, Delegata Rządu ani Państwowego Korpusu Bezpieczeństwa.
Do wykonania wyroków wyznaczono Andrzeja Popławskiego (1908-1944), pseudonim „Andrzej Sudeczko”, który związany był początkowo z kontrwywiadem Okręgu Warszawskiego AK. W momencie dokonywania zabójstw dowodził grupą dywersyjną, będącą oddziałem egzekucyjnym organizacji Miecz i Pług. Po tych wydarzeniach zasilił PKB. W lipcu 1944 został uznany za winnego tych zabójstw i zastrzelony z wyroku sądu AK. 

## Przebieg wydarzeń
Do pierwszego zabójstwa doszło w mieszkaniu Widerszala przy ulicy Asfaltowej 17 na Mokotowie. Żołnierzom przed akcją powiedziano, że mają zastrzelić podwójnego agenta Gestapo i GL-AL, a sam Widerszal określony został jako Żyd, mason i komunista. W trakcie wykonywania wyroku Widerszal się modlił. Wzbudziło to podejrzenie zamachowców, którzy już wtedy uznali, że zlecający zabójstwo mogli się mylić, mimo to żołnierze zabili Widerszala na oczach ciężarnej żony.
W tym samym czasie Makowiecki i jego żona Zofia porwani zostali ze swojego domu przy ulicy Jesionowej na Ochocie. Małżeństwo zostało wywiezione na obrzeża miasta w rejon wsi Górce (obecnie osiedle warszawskiej dzielnicy Bemowo) i zastrzelone. Do obojga Makowieckich osobiście strzelać miał sam Sudeczko.

## Kontrowersje
Sprawa morderstwa Makowieckiego i Widerszala budzi kontrowersje: część historyków i publicystów historycznych związanych z obozem prawicy uważa, że Makowiecki i Widerszal mogli być agentami sowieckimi, inni wskazują, że chęć porozumienia z ZSRR wcale nie musiała być dowodem agenturalności, a podobne plany do Makowieckiego miał Stanisław Mikołajczyk. Niektórzy publicyści szukają inspiratorów mordu na Makowieckim i Widerszalu wśród agentury sowieckiej w Polsce, której miałoby zależeć na wyeliminowaniu cudzymi rękami za jednym razem kierownictwa BIP i SD. Według zeznań płka Józefa Światły, ujawnionych przez Radio Wolna Europa, Witold Bieńkowski miał być agentem NKWD, prowadzonym przez gen. Iwana Sierowa.
22 stycznia 2008 roku w czasopiśmie „Glaukopis” (numer 9-10/2008), wydawanym przez nacjonalistycznych historyków, ukazał się artykuł członka redakcji, Sebastiana Bojemskiego, pochwalający zamordowanie Widerszala i Makowieckiego. Swoje poparcie dla zbrodni (określonej jako „prewencyjna likwidacja”) Bojemski uzasadnił następująco: „Środowiska narodowe i katolickie [w czasie okupacji] miały świeżo w pamięci rolę, jaką odegrała liberalna inteligencja w Hiszpanii w latach 30., oraz okrucieństwa, jakich dopuściły się siły Rewolucji w Hiszpanii i Meksyku w latach 20. i 30. Można zatem przyjąć tezę, że została podjęta, przez nieznane środowisko, akcja prewencyjna. Odwołując się do historii, Rewolucja zwyciężała zawsze wówczas, kiedy brakło determinacji do zduszenia jej w zarodku. Tak było we Francji w XVIII w., w Rosji, Hiszpanii, Meksyku. W okupowanej Polsce postanowiono nie powtarzać błędów z przeszłości”. Fragment artykułu Bojemskiego został odnotowany przez Stowarzyszenie „Nigdy Więcej” w „Brunatnej Księdze”, która ma za zadanie „dokumentację monitoringu przestępstw popełnionych przez neofaszystów i skrajną prawicę oraz incydentów na tle rasistowskim, ksenofobicznym i aktów dyskryminacji”. W opinii autorów księgi „artykuł w «Glaukopisie» stanowi przykład, jak dotąd odosobnionych i ograniczonych do neonazistowskich stron internetowych, pochwał bratobójczego mordowania przeciwników politycznych”.